# Dreaming My Dreams
«Dreaming My Dreams» — песня группы The Cranberries с альбома No Need To Argue (1994) в жанре фолк. По словам вокалистки Долорес О'Риордан, в отличие от остальных песен альбома, лирика которых навеяна детскими воспоминаниями о жизни в Лимерике, в песне «Dreaming My Dreams» речь идёт о новой семейной жизни певицы (в июле 1994 года она вышла замуж за продюсера Дона Бертона)

## История
В 1995 году Island Records планировали сделать песню пятым синглом с альбома. В номере Billboard от 30 сентября говорилось, что сингл «Dreaming My Dreams» должен выйти в ноябре и включит в себя акустическую версию песни с шоу MTV, показанного в апреле. Однако песня вышла в качестве промосингла в Великобритании.

## Релизы

### Promo Single (UK)
1. Dreaming My Dreams — 3:37

### Другие релизы
Песня также вышла на сингле «Ode To My Family» UK и Canada в записи с программы «Later with Jools Holland» BBC. Концертная версия песни (с концерта в Дублине) вышла на сингле «Free To Decide» в 1996 году. Студийная версия вышла ещё раз в 2002 году на сингле «Stars».